# Krążowniki rakietowe projektu 1144
Krążowniki rakietowe projektu 1144 (kod projektu: Orłan, w kodzie NATO: Kirov) – typ radzieckich krążowników rakietowych o napędzie atomowym przeznaczonych do zwalczania żeglugi nawodnej i podwodnej nieprzyjaciela. W latach 1974–1989 zbudowano cztery jednostki tego typu, w tym prototypowy „Kirow” projektu 1144 i trzy ulepszone okręty projektu 11442.

## Opis
Typ Kirov został zaprojektowany jako duży okręt wojenny mający za zadanie lokalizowanie i zwalczanie okrętów podwodnych nieprzyjaciela, lecz później jego rola została rozszerzona również do zwalczania jednostek nawodnych oraz do zapewnienia ochrony przeciwlotniczej sojuszniczym okrętom. Należą do największych na świecie okrętów wojennych pozostających w służbie, wielkością ustępują jedynie lotniskowcom.
Napęd krążowników typu Kirov stanowią dwa reaktory atomowe (według niektórych źródeł cztery) współpracujące z dwiema turbinami parowymi oraz dodatkowo dwa kotły parowe jako napęd pomocniczy na wypadek awarii reaktorów. Turbiny o mocy 70 000 KM każda pozwalają na rozwijanie prędkości do 31 węzłów. Na napędzie pomocniczym okręt może płynąć z prędkością około 14 – 17 węzłów, a jego zasięg w takim wypadku jest ograniczony do około 1600 km.

## Uzbrojenie
- Kompleks przeciwokrętowych pocisków dalekiego zasięgu 4K90 P-700 Granit  umieszczonych w 20 wyrzutniach zamontowanych pod kątem 60 stopni pod głównym pokładem.
- Podwójna wyrzutnia MS-82 rakietotorped 85RU systemu URK-5 Rastrub-B z zapasem 10 pocisków (tylko na pierwszej jednostce).
- 12 pionowych wyrzutni B-203A systemu 3M41 S-300F Fort z zapasem 96 pocisków przeciwlotniczych 5W55RM, mogących zwalczać również cele nawodne. Na jednostce "Piotr Wielikij" w ich miejsce użyto pocisków 48N6 i udoskonalonego systemu S-300 FM Fort-FM.
- 2 podwójne wyrzutnie Osa-MA z zapasem 40 pocisków przeciwlotniczych 9M33. Na jednostce "Piotr Wielikij" zamieniono je na zestaw 3K95 Kinżał z 8 wyrzutniami z 64 pociskami 9M330.
- Działo uniwersalne 2 działa AK-100 kalibru 100 mm w wieżach na rufie tylko na Kirowie, następne okręty AK-130 2x130mm
- 8 zautomatyzowanych działek AK-630 kalibru 30 mm (CIWS), służących do zwalczania celów lotniczych, w tym także pocisków przeciwokrętowych oraz małych celów nawodnych, min pływających i lekko opancerzonych celów nabrzeżnych. Na jednostkach "Admirał Nachimow" i "Piotr Wielki" w ich miejsce zainstalowano 6 rakietowo-artyleryjskich zestawów przeciwlotniczych 3K87 Kortik  (CADS-N-1).
- 2 wyrzutnie rakietowych bomb głębinowych RBU-1000 kalibru 305 mm z zapasem 102 pocisków przeznaczonych do zwalczania celów podwodnych (okrętów podwodnych i torped).
- 2 wyrzutnie rakietowych bomb głębinowych RBU-12000 (Udaw-1) kalibru 254 mm z zapasem 40 pocisków przeznaczonych do zwalczania celów podwodnych.
- 10 wyrzutni torpedowych 2x5 kalibru 533 mm z zapasem 20 pocisków RPK-6 Wodopad i torped typu 53-65K i SET-65.

## Jednostki

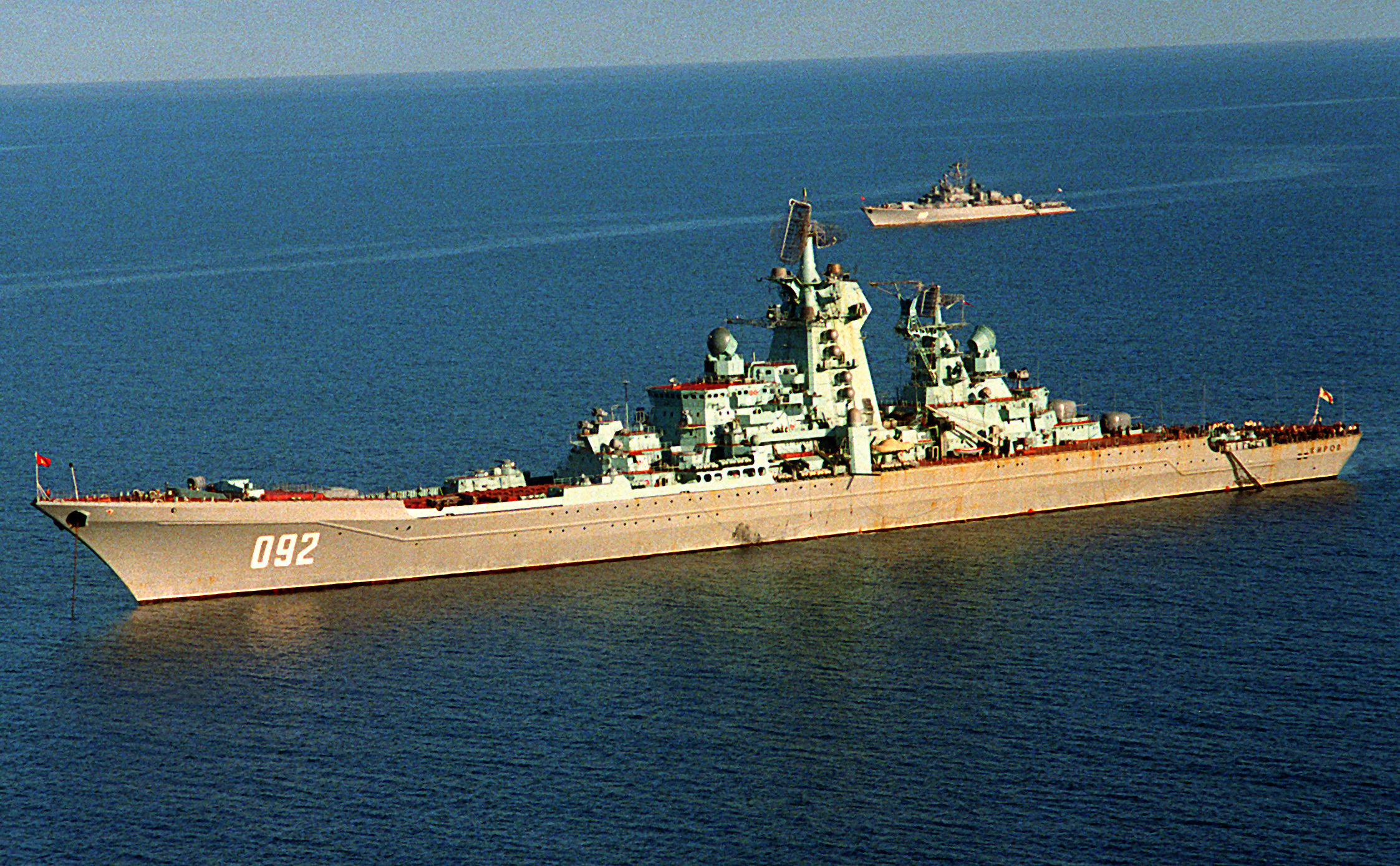
"Admirał Uszakow"

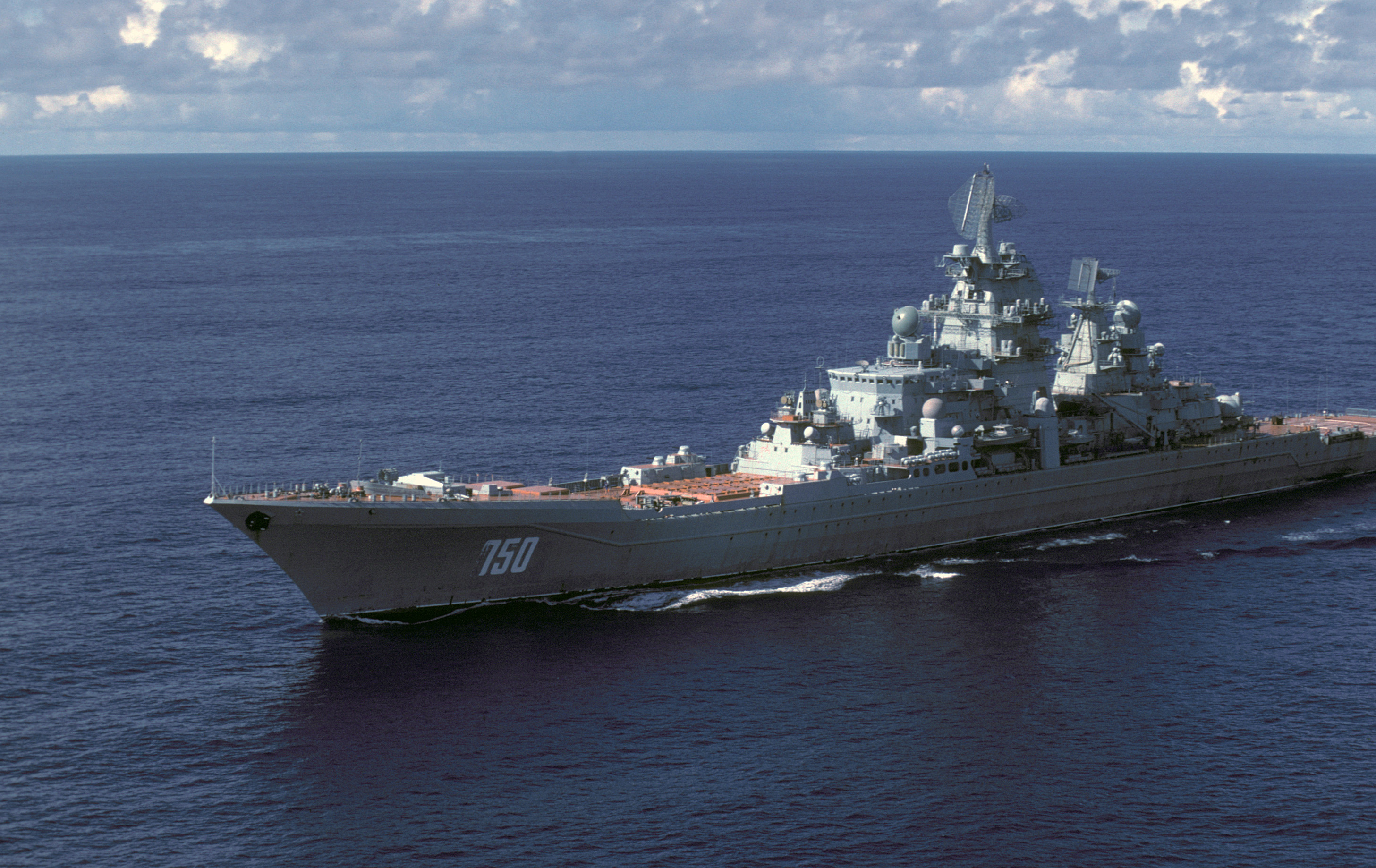
"Admirał Łazariew"

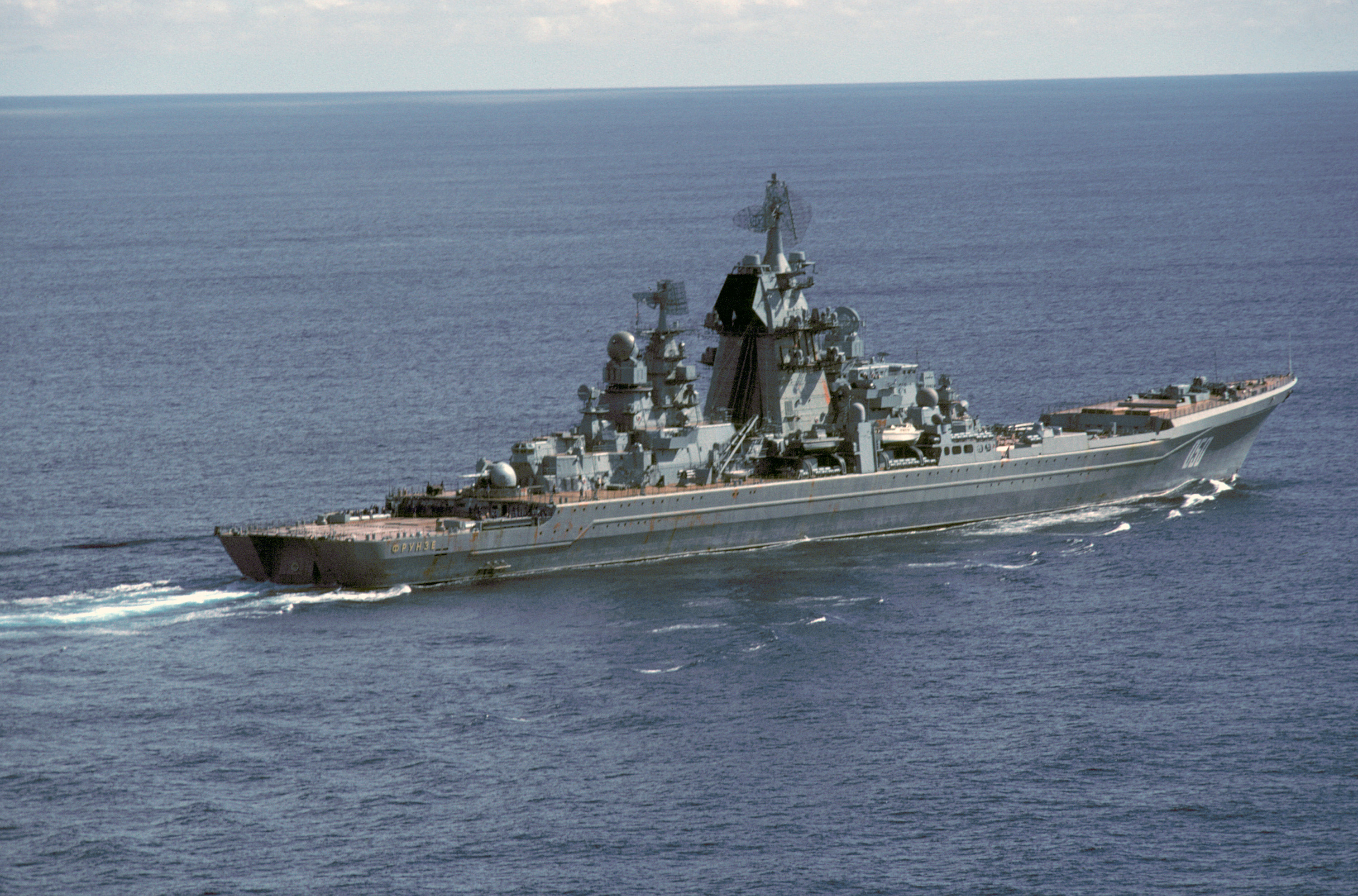
"Admirał Łazariew"

- "Admirał Uszakow"

Wcześniejsza nazwa okrętu: "Kirow"
Położenie stępki: 27 marca 1974
Wodowanie: 27 grudnia 1977
Wcielenie do służby: 30 grudnia 1980
Wycofanie ze służby: 2001
- "Admirał Łazariew"

Wcześniejsza nazwa okrętu: "Frunze"
Położenie stępki: 27 lipca 1978
Wodowanie: 26 maja 1981
Wcielenie do służby: 31 października 1984
Wycofanie ze służby: 1997
- "Admirał Nachimow"

Wcześniejsza nazwa okrętu: "Kalinin"
Położenie stępki: 17 maja 1983
Wodowanie: 24 kwietnia 1986
Wcielenie do służby: 30 grudnia 1988
Modernizowany do projektu 11442M
- "Piotr Wielikij"

Położenie stępki: 25 kwietnia 1986
Wodowanie: 25 kwietnia 1989
Wcielenie do służby: 18 kwietnia 1998
Z powodu problemów gospodarczych przed i po upadku Związku Radzieckiego, wcielenie okrętu do służby znacznie się opóźniło. Po przejściu prób morskich w 1996 roku i ukończeniu budowy w stoczni w Siewieromorsku, "Piotr Wielki" wszedł do czynnej służby w 1998 roku jako okręt flagowy Floty Północnej.
W sierpniu 2000 roku "Piotr Wielki" brał udział w manewrach Marynarki Rosyjskiej na Morzu Barentsa, podczas których doszło do zatonięcia okrętu podwodnego "Kursk". W trakcie ćwiczeń "Piotr Wielki" pełnił rolę celu "Kurska", a także zabezpieczał obszar katastrofy podczas operacji podnoszenia wraku w 2001 roku.
19 kwietnia 2004 roku krążownik został zadokowany celem przeprowadzenia konserwacji i malowania kadłuba oraz wykonania napraw systemu napędowego. Prace zostały ukończone w sierpniu tego samego roku.
W trakcie służby "Piotr Wielki" nosił dwa numery burtowe: 183 i 099.